# Hans Heinrich Pfeiffer
Hans Heinrich Pfeiffer ( 1890 - 1970) fue un botánico y fisiólogo alemán.

## Algunas publicaciones
- 1938. Submikroskopische Morphologie des Protoplasmas", 73 Gebr. Borntraeger, Berlín
- 1940. Experimentelle Cytologie, 35 et seq. Chron. Bot. Co. Leyden
- 1948. Kolloid-Z. Z. Naturforsch. 1 : 461
- 1948.  Birefringence and Orientation-Rate of the Leptones of Protoplasm. Nature 162 : 419-420. doi:10.1038/162419a0
- Kuster, E; HH Pfeiffer. 1958.  Osmotischer wert, Saugkraft, turgor. Ed. Vienna : Springer-Verlag. 7 pp.

### Libros
- Huss, W; HH Pfeiffer. 1948. Zellkern und Vererbung (Núcleos celulares y características). Ed. Schwab. 160 pp.
- Pfeiffer, HH. 1949. Das Polarisationsmikroskop als Messinstrument in Biologie und Medizin (El microscopio de polarización como instrumento de medida en biología y en medicina). Ed. Vieweg. 94 pp.
- ----. 1940. Experimentelle cytologie. Ed. F.Verdoorn, vol. 4. 240 pp. 28 il.

- La abreviatura «H.Pfeiff.» se emplea para indicar a Hans Heinrich Pfeiffer como autoridad en la descripción y clasificación científica de los vegetales.[1]